# Nephodia perezi
Nephodia perezi är en fjärilsart som beskrevs av Paul Dognin 1895. Nephodia perezi ingår i släktet Nephodia och familjen mätare. Inga underarter finns listade i Catalogue of Life.